# 밤서리 위기
밤서리 위기(핀란드어: yöpakkaskriisi 위외파카스크리시[*])는 1958년 가을 소련과 핀란드 사이에 발생한 정치 외교상 위기다. "밤서리"라는 이름은 니키타 흐루쇼프가 소련과 핀란드 양국의 관계가 "밤서리"에 달렸다 운운한 것에서 유래했다.

## 배경
1958년 8월 출범한 제3차 파게르홀름 내각이 소련의 승인을 받지 못하면서 위기가 발생했다. 모스크바는 핀란드 사회민주당 당내 우파인 배이뇌 레스키넨과 올라비 린드블롬을 탐탁찮아 했다. 소련은 배이뇌 탄네르를 비롯한 사민당 당내 우파 세력을 반동분자로 취급하며 농업동맹이나 국민연합당 같은 핀란드 우파 정당보다 더 싫어했다. 또한 농무장관으로 입각한 닐로 코솔라의 아버지 비흐토리 코솔라가 전간기의 파시스트 정당 라푸아 운동의 지도자였던 것도 트집삼았다. 게다가 소련의 지원을 받는 핀란드 인민민주동맹이 선거에서 높은 득표율을 얻었음에도 연정에서 배제되기까지 하자 소련은 제3차 파게르홀름 내각을 인정할 수 없다고 나오기 시작했다.

## 전개
소련은 먼저 경제적으로 핀란드를 압박했다. 사이마 운하 사용권 협상, 핀란드만 어로권 조약, 무역협상이 모두 유예 및 연기되었다.
가을이 되자 모스크바는 정치적으로도 핀란드를 압박하기 시작했다. 주핀란드 소련 대사 빅토르 레베데프가 10월 들어 "휴가"를 가 버림으로써 핀란드 외무장관 요하네스 비롤라이넨을 바람맞혔고, 그 뒤 소련은 레베데프가 아예 다른 일로 전보되었다면서 후임자를 지명할 계획이 없다고 알려왔다. 11월, 농업동맹은 자당 소속 각료들에게 내각에서 사퇴할 것을 종용하기 시작했고, 농업동맹 당원인 대통령 우르호 케코넨이 내각을 실각시키기 위한 움직임을 시작했다. 결국 12월 4일 비롤라이넨 외무장관이 사퇴했고, 곧이어 카를아우구스트 파게르홀름 총리가 내각 총사퇴를 발표했다. 케코넨은 1959년 1월 13일 라디오와 TV로 농업동맹의 비에노 유시 숙셀라이넨이 후임 총리로 지명되었음을 발표했고, 이로써 소수여당내각인 제2차 숙셀라이넨 내각이 조각되었다.
밤서리 위기는 국제적 관심의 대상이 되었다.  당시 핀란드 재계 대표인 요한 뉘코프가 중매를 서서 미국 상원의원 허버트 험프리가 1958년 11월 케코넨 대통령을 만났고, 험프리는 케코넨에게 소련의 압력을 이겨낼 수 있도록 경제적 지원을 해 주겠다고 제안했다. 중간에 끼인 핀란드 외무부는 난처해졌고, 장고 끝에 미국의 제안을 거부했다.

## 해결
밤서리 위기는 1959년 1월, 케코넨 대통령 부부가 레닌그라드로 사적인 여행을 갔다가 "우연히" 소련 서기장 니키타 흐루쇼프와 소련 외무장관 안드레이 그로미코를 만나면서 해결되었다. 점심식사에 뒤이은 협상 자리에서 흐루쇼프는 핀란드는 자기 내각을 스스로 정할 권리가 있으며, 소련 또한 그 내각을 어떻게 생각하는지 결정할 권리가 있다고 선언했다. 케코넨은 밤서리 위기가 핀란드 사회민주당의 내부 분열로 인해 일어난 것이라고 치자는 의견을 내놓았다. 1959년 2월 3일, 양국의 외교관계가 복구되었고 소련은 알렉세이 자하로프를 후임 주핀란드 대사로 임명했다.

## 결과
국제 위기를 해결한 케코넨은 핀란드 정계에서 지도자의 위치를 확고히 했다. 이후 20여년 간 케코넨은 핀란드 내부 정치를 좌지우지했으며, 케코넨의 허락을 받지 못한 정당 또는 사람은 내각에 입각할 수 없었다. 역사학자들은 오늘날까지 케코넨이 파게르홀름 내각을 실각시킨 동기에 관해 의견이 분분하다.

## 같이 보기
- 핀란드화
- 파시키비-케코넨 원칙